# UFO: Extraterrestrials
UFO: Extraterrestrials là một tựa game chiến thuật theo lượt/chiến lược theo lượt (RTS) pha trộn chút yếu tố nhập vai do hãng Chaos Concept phát triển dành cho Microsoft Windows nhằm trở thành phần tiếp theo trên danh nghĩa của trò X-COM: UFO Defense rất được người hâm mộ hoan nghênh. Trò chơi này lấy bối cảnh trên một hành tinh thuộc địa của con người tên là Esperanza vừa đang hứng chịu mối hiểm họa từ cuộc xâm lược của người ngoài hành tinh.

## Lối chơi
UFO: Extraterrestrials có nội dung xoay quanh việc người ngoài hành tinh đánh bại con người trên Trái Đất, với lối chơi tương tự dòng game X-COM bản gốc. Người chơi khởi đầu từ một căn cứ rồi dùng nơi đây để xây thêm các công trình, phân bổ những nhà khoa học, trang bị cho binh lính và khí tài, chế tạo trang thiết bị, v.v... Người chơi được phép mua các căn cứ bổ sung ở các quốc gia khác nhau nhưng được sử dụng chủ yếu cho việc phòng thủ cứ điểm của mình. Hầu hết các công trình trong game không thể được xây dựng trong các căn cứ khác với căn cứ chính của người chơi.
Mảng nghiên cứu của game khá rộng lớn, với khoảng 120 dự án mà người chơi cần hoàn thành. Những dự án này dẫn đến việc cải thiện vũ khí, thiết bị và hiểu biết về người ngoài hành tinh. Khi một chiếc UFO bị phát hiện trên góc nhìn toàn cầu (hoặc "geoscape"), người chơi phải cử đơn vị quân đánh chặn đến bắn hạ nó. Sau khi bắn hạ chiếc UFO này rồi thì người chơi có thể cử một đội xe vận chuyển binh lính đến thực hiện nhiệm vụ chiến thuật nhằm vô hiệu hóa người ngoài hành tinh và thu giữ trang thiết bị của họ. Ngoài ra, người chơi cũng có thể bắt giữ viên chỉ huy người ngoài hành tinh để đem ra thẩm vấn.
Những nhiệm vụ chiến thuật trong game đều dựa trên cơ chế theo lượt, không có tùy chọn thời gian thực. Đội hình chiến thuật được cử đến hiện trường vụ tai nạn có thể bao gồm rô bốt và xe tăng cũng như binh lính; thế nhưng xe tăng và rô bốt chiếm nhiều không gian hơn trong khâu vận chuyển và không gian bị hạn chế. Các nhiệm vụ chiến thuật có thể mất khoảng 30 phút và có khoảng 200 màn chơi được tạo sẵn. Khi người chơi bắt đầu làm nhiệm vụ thì màn chơi được chọn tùy theo khung cảnh sự kiện và môi trường trong game rất dễ bị phá hủy.
Người ngoài hành tinh có thể bắt đầu một nhiệm vụ chiến thuật nếu họ tấn công vào bất kỳ căn cứ nào của người chơi. Người ngoài hành tinh còn có khả năng tấn công căn cứ của người chơi bằng UFO, trong trường hợp đó sẽ là cuộc chiến giữa những cứ điểm SAM của người chơi và UFO; nếu những cứ điểm SAM bị phá hủy, căn cứ của người chơi sẽ diễn ra nhiệm vụ chiến thuật (hoặc người ngoài hành tinh sẽ tiếp quản trong trường hợp đó người chơi cần gửi một đội tàu vận tải). Người ngoài hành tinh cũng có thể khởi đầu nhiệm vụ khủng bố chống lại bất kỳ quốc gia nào; trong phần chơi kịch bản này, môi trường là một thành phố toàn là dân thường cư ngụ.
Binh sĩ nào giết được càng nhiều người ngoài hành tinh thì càng nhận được nhiều điểm kinh nghiệm (xe tăng và rô bốt không nhận được điểm kinh nghiệm). Có các phù hiệu cấp bậc hiển thị trạng thái này và các chức danh đều được liên kết lại với nhau; khi một người lính tích lũy đủ điểm kinh nghiệm thì sẽ được thăng cấp. Những người lính mất điểm kinh nghiệm khi họ đang hồi phục vết thương trong bệnh viện; họ thậm chí có thể bị giảm cấp nếu ở đó đủ lâu, nhưng khi một người lính trở về từ bệnh viện thì sẽ nhận được điểm kinh nghiệm nhanh hơn trong một thời gian.

## Đón nhận
UFO: Extraterrestrials được sự đón nhận nhìn chung là trái chiều, trang tổng hợp kết quả đánh giá Metacritic xếp hạng tựa game này ở số điểm 68 và GameRankings là 69 điểm.

## Tiền truyện
Tháng 9 năm 2009, Chaos Concept đã công bố một trang web mới thông báo về phần tiền truyện mang tên UFO2Extraterrestrials: Shadows over Earth, được phát triển từ đầu năm 2009. Một số cải tiến được công bố cho phần này bao gồm ánh sáng động (các nhiệm vụ ban đêm hoàn thành với nhu cầu về nguồn sáng), và bổ sung thêm hải quân trong giai đoạn geoscape của game (chẳng hạn như tàu sân bay/tàu tuần dương hạng nặng có thể phóng máy bay chiến đấu và phòng thủ chống lại UFO).
Sau nhiều lần thử ngày phát hành thất bại, Chaos Concept đã quyết định rút lại ngày phát hành hoàn toàn khỏi game, nhưng sau đó đã thay đổi, công bố ngày phát hành mới là quý 4 năm 2013 và tựa game được đổi tên thành UFO2Extraterrestrials: Battle for Mercury. Do vấp phải nhiều sự chậm trễ hơn, phần này được nhà phát hành đẩy lùi sang quý 3 năm 2014 và sau đó đến quý 1 năm 2015, quý 2 năm 2015, mùa thu 2015, quý 4 năm 2016, quý 2 năm 2017, 2018, mùa thu năm 2019 và tháng 9 năm 2020.